# TempleOS
TempleOS(템플OS, 과거 이름: J 운영체제)는 미국의 프로그래머 테리 A. 데이비스가 개발한 운영체제이다. 성경에 대언된 제3성전이 되도록 설계된 성경을 주제로 한 가벼운 운영체제라는 것을 표방하여, 데이비스는 본인이 주장으로 하나님으로부터의 계시로 기록한 일련의 에피소드 이후 10년에 걸쳐 개발하였다고 한다. 이 운영체제는 2013년에 출시되었으며 2017년에 마지막으로 업데이트되었다.
데이비스는 TempleOS에 현대의 x86-64 코모도어 64의 특징을 부여하였다. 그는 하나님과 직접 대화를 주장하여, 하나님은 운영체제가 640x480 해상도, 16색 디스플레이, 싱글 오디오 음성을 갖추라고 명령하였다고 주장한다. 프로그래밍 언어도 데이비스 자신이 직접 C 언어를 기반으로 만든 'HolyC'로 만들어 프로그래밍하였으며, 어떠한 오픈 소스를 이용하지 않고 운영체제를 직접 개발하였다고 한다. 기본적인 인터페이스는 도스와 터보 C의 합친 듯한 모습을 하며, 프로그램은 비행 시뮬레이션, 컴파일러 등이 있다.